# Andriej Wojejkow
Andrzej Wojejkow (? – po 1654) – rosyjski gubernator na terenach byłego Chanatu Syberyjskiego. W 1598 zadał Kuczumowi ostateczną klęskę na Stepie Barabińskim. Do roku 1654, kiedy to jako starzec został z nieznanych powodów uwięziony w Mohylewie, a także później, wzmianek o nim brak.